# Melomys bannisteri
Melomys bannisteri е вид бозайник от семейство Мишкови (Muridae). Видът е застрашен от изчезване.

## Разпространение
Разпространен е в Индонезия.